# TSV Westerland
Der TSV Westerland (vollständiger Name: Turn- und Sportverein Westerland von 1883 e. V.) ist ein Sportverein aus Westerland auf der Insel Sylt. Die ehemalige Fußballabteilung spielte zehn Jahre in der Amateurliga Schleswig-Holstein und nahm einmal am DFB-Pokal teil.

## Geschichte
Am 27. November 1883 gründeten 15 Mitglieder der Freiwilligen Feuerwehr den Männer-Turn-Verein zu Westerland. Dieser fusionierte im Jahre 1929 mit dem am 23. Dezember 1919 gegründeten 1. Sylter Fußball-Verein zum heutigen TSV Westerland. Im Jahre 1952 schloss sich der FC Schwarz-Gelb Keitum dem Verein an. Erst nach der Eröffnung des Hindenburgdammes konnten die Sylter Fußballspieler am Spielbetrieb mit den Mannschaften vom Festland teilnehmen.
Der sportliche Aufschwung begann nach dem Zweiten Weltkrieg. Zunächst spielte der TSV Westerland in der Bezirksklasse Nord bzw. 2. Amateurliga Nord. Nach einem neuerlichen Abstieg in die Kreisliga 1966 wurde von lokalen Geschäftsleuten ein Förderkreis eingerichtet. Gleichzeitig wurden regelmäßig Profivereine wie der Hamburger SV, Werder Bremen oder Hertha BSC zu Freundschaftsspielen nach Westerland eingeladen. Mit den Einnahmen wurde die erste Mannschaft verstärkt. Schon 1967 wurde der direkte Wiederaufstieg geschafft. Am letzten Spieltag wurde der SV Enge-Sande mit 26:0 besiegt. Als Dritter der folgenden Spielzeit qualifizierte sich der TSV für die neu geschaffene Verbandsliga. Mit einem Punkt Vorsprung auf Borussia Kiel schafften die Westerländer den Durchmarsch in die damals drittklassige Landesliga.
Im Jahre 1970 gewann der TSV Westerland durch ein 2:0 über Merkur Hademarschen den SHFV-Pokal und qualifizierte sich für die erste Hauptrunde des DFB-Pokals. Als Gegner wurde der Bundesligist Borussia Dortmund zugelost. Zunächst gab es Probleme mit dem Austragungsort, da die Dortmunder sich weigerten, auf dem Westerländer Grandplatz zu spielen und der Rasen im neu gebauten Syltstadion noch nicht spielfähig war. Schließlich wurde das Spiel im Grenzlandstadion in Leck ausgetragen. Vor mehr als 13.000 Zuschauern gewann Dortmund das Spiel mit 4:0. Aus Westerland wurde ein Sonderzug eingesetzt, während 400 TSV-Anhänger von der Insel Föhr per Schiff zum Spielort gebracht wurden.
Mit zwei Punkten Rückstand auf den Rendsburger TSV wurden die Westerländer in der Spielzeit 1970/71 Vizemeister der Landesliga Schleswig-Holstein und qualifizierten sich damit für die Aufstiegsrunde zur Regionalliga Nord. Da der Rasen im Syltstadion immer noch nicht bespielbar war, musste der TSV seine Heimspiele in Niebüll austragen. Der einzige Sieg der Runde wurde daheim gegen den VfL Pinneberg erzielt. Die restlichen Spiele gegen den Polizei SV Bremen, den SV Union Salzgitter und in Pinneberg wurden allesamt verloren.
Im Jahre 1973 gewann der TSV Westerland noch einmal den SHFV-Pokal. Zwei Jahre später wurde als Dritter die Regionalliga-Aufstiegsrunde nur knapp verpasst. Noch bis 1987 hielt sich der TSV Westerland in der nunmehr Verbandsliga Schleswig-Holstein genannten Spielklasse und stieg 1991 aus der Landesliga ab. Im Jahre 1998 folgte der Abstieg aus der Bezirksliga. Am 12. Februar 2002 fusionierten die Fußballabteilungen des TSV Westerland, des TSV Tinnum, des TSV Morsum und der Sportfreunde List zum Team Sylt 2002, dessen erste Mannschaft 2015 – in Spielgemeinschaft mit dem SC Norddörfer – wieder in die Kreisliga Nordfriesland aufgestiegen ist.